# Абдул Гані Мінхат
Тан Срі Датук Абдул Гані Мінхат (малай. Abdul Ghani Minhat, джаві: عبدالغاني منحة, нар. 23 грудня 1935, Кампунг-Солок — пом. 28 вересня 2012, Куала-Лумпур) — малайзійський футболіст, що грав на позиції нападника, іноді вінгера, у 1950—1960-х роках за клуби «Селангор» і «Негері-Сембілан», а також грав за збірні Малайї та Малайзії. Він був відомий під прізвиськом «Король футболу» (малай. Raja Bola), і вважається одним із найвідоміших малайзійських футболістів.

## Ранні роки життя
Абдул Гані Мінхат народився 23 грудня 1935 року в Кампунг-Солок у штаті Негері-Сембілан. З 10 років Абдул Мінхат відвідував школу Прінсес-Роуд-Скул (пізніше перейменовану в Секола Кембангссан Джалан Раджа Муда). Він грав у шкільній футбольній команді, та грав лише босоніж. За 2 роки Абдул Гані перейшов до школи святого Джона в Куала-Лумпурі, і продовжував грати за шкільну команду. У 1951 році його талант помітили місцеві поліцейські, які згодом подарували йому перші в житті футбольні бутси. У той час лише професійні футболісти могли дозволити собі футбольні бутси, оскільки наприкінці 1950-х вони були дуже дорогими.

## Клубна кар'єра
У віці 17 років талант Абдула Гані помітили поліцейські, які пізніше запросили його до складу футбольної команди поліцейського департаменту, яка грала в Лізі Селангора.Й ого попросили зіграти на лівому фланзі, хоча він був прашею. Абдул Гані скористався цим запрошенням, щоб розвинути навички гри лівою ногою.
У 1955 році Абдул Гані був запрошений до клубу «Селангор», який боровся за титул володаря Кубка Малайї. «Селангор» зустрівся з клубом «Сінгапур» у фіналі Кубка Малайї 1956 року. Абдул Гані допоміг «Селангору» перемогти «Сінгапур» з рахунком 2–1, забивши гол у фінальному матчі. Його гру високо оцінили одноклубники. Незабаром після матчу тренер збірної Малайї Нео Бун Хін викликав Абдула Гані до табоу збірної перед товариським матчем проти збірної Камбоджі.
Абдул Гані продовжував грати за «Селангор» протягом багатьох років, і «Селангор» вважався найкращим клубом Малайї, отримавши прізвисько «Червоні гіганти». Абдул Гані грав поруч із Чандраном Мутвіраном, Стенлі Габріелем, Робертом Чоу, Артуром Кохом, і в такому складі «Селангор» був дуже потужною командою, яку боялись у Малайзії та Сінгапурі. Одним із найцінніших випадків для здобуття футбольного досвіду для Абдула Гані було його закордонне відрядження для отримання досвіду та проходження кращої підготовки до кількох клубів Англії («Вест Гем Юнайтед», «Арсенал», «Тоттенгем Готспур»), Уельсу («Кардіфф Сіті») та Німеччини («Айнтрахт» (Франкфурт)) у 1962 році.
У 1967 році Абдул Гані у складі «Селангору» здобув путівку на перший клубний чемпіонат Азії 1967 року. «Селангор» після перемоги над південнокорейською командою «Тунгстен Майнінг» вийшов до фіналу, проте у фіналі ізраїльський клуб «Хапоель» (Тель-Авів) переміг малайзійський клуб з рахунком 2-1 у Бангкоку. Однак Футбольна асоціація Малайзії відзначила «Селангор» як першу команду, яка пройшла у фінал клубного чемпіонату Азії.
Абдул Гані офіційно закінчив виступи на футбольних полях у 1968 році, а фінал Кубка Малайзії 1968 року став останнім матчем Абдула Гані як футболіста за «Селангор». «Селангор» у цьому матчі переміг з великим рахунком 8-1.

## Виступи за збірні
Абдул Гані вперше зіграв за національну збірну Малайї, коли його як одного з 17 гравців викликали до збірної Малайї на матч кваліфікації Кубка Азії 1956 року, разом із молодим гравцем Реєм Кроуфордом. 17 березня 1956 року перший вихід Абдула Гані у складі національної збірної був дуже вражаючим, оскільки Абдул Гані забив 7 голів, допомігши Малайї перемогти Камбоджу з рахунком 9–2. Наступного року футболіст забив свій перший гол у першому турнірі Кубка Мердека 1957 року дивовижним ударом із 40 метрів у матчі зі збірною Південного В'єтнаму. Проте Абдул Гані був розчарований, оскільки зі збірною своєї країни він не зумів здобути перемогу в турнірі, оскільки переможцем турніру стала збірна Гонконгу.
У 1959 році Абдул Гані допоміг збірній Малайї зберегти титул переможця Кубка Мердека у матчі зі збірною Індонезії, який малайська збірна виграла з рахунком 2-1. Пізніше він отримав прізвисько «Король футболу» від Футбольної асоціації Селангора, яке пізніше використовувалося усіма, хто відзначав його за його блискучу гру за збірну Малайї.
Абдул Гані відзначився хет-триком у матчі Кубка Мердека 1960 року, проте Малайя розділила титул переможця зі збірною Південної Кореї. 15 серпня 1960 року його обрали для європейського туру збірної азійських футбольних зірок, проте він не відбувся. У 1961 році Абдул Гані допоміг національній збірній виграти золоту медаль на Ігах півострова Південно-Східної Азії 1961 року (пізніше перейменовані в Ігри Південно-Східної Азії) у Рангуні після перемоги над збірною Бірми у фіналі. Абдул Гані також допоміг Малайї виграти бронзову медаль Азійських ігор 1962 року після перемоги над збірною Південного В'єтнаму з рахунком 4–1.
Після припинення існування національної збірної Малайї в 1963 році Тунку Абдул Рахман запропонував створити об'єднану команду з поєднанням гравців з Малайської Федерації та Сінгапуру під назвою нової нації Малайзія взяти участь у Кубку Мердека 1963 року. Абдул Гані був обраний першим капітаном національної збірної Малайзії. Абдул Гані офіційно закінчив виступи в національній збірній після Кубка Мердека в 1966 році.

## Тренерська кар'єра
Після закінчення виступів на футбольних полях Футбольна асоціація Малайзії відправила Абдула Гані до Японії для навчання в тренерській школі ФІФА, і він став першим в історії малайзійцем, який пройшов офіційне навчання від ФІФА. Він отримав тренерську ліцензію ФІФА в 1969 році. Абдул Гані був призначений тренером національної збірної Малайзії в 1969 році. Абдул Гані керував національною командою на періодичній основі, починаючи з Кубка Мердека 1969 року. Востаннє він керував національною збірною на матчі кваліфікації до футбольного турніру Олімпійських ігор 1976 року в Джакарті.
Під час роботи з національною збірною Абдул Гані також з 1970 року тренував свою рідну команду «Селангор». У 1971 році він став першим гравцем і тренером, який виграв Кубок Малайзії після того, як був тренером команди-переможця, а також грав у фіналі та півфіналі Кубка. У 1972 році він знову привів «Селангор» до перемоги в Кубку Малайзії над «Пераком» з рахунком 3–0. У 1973 році він залишив посаду тренера, оскільки вирішив зосередитися на бізнесовій діяльності.
Через 10 років Абдул Гані повернувся на посаду головного тренера «Селангора» після відходу Чоу Квай Лама в 1983 році. Але його тренерська кар'єра в «Селангорі» тривала лише 3 сезони до того, як його звільнили після невдачі в Кубку Малайзії в 1985 році, незважаючи на попередній успішний сезон «Селангора», коли команда виграла Кубок Малайзії 1984 року після перемоги над «Пахангом» з рахунком 3–1. Після того, як Абдул Гані пішов з посади тренера, він повернувся до бізнесової діяльності.
У 2004 році Абдул Гані повернувся в Селангор, але цього разу як тренер-консультант Футбольної асоціації Селангора. Пізніше він подав у відставку з Футбольної асоціації Селангора, та погодився переїхати до штату, в якому він народився, та став тренером-консультантом клубу «Негері-Сембілан». По закінченню сезону 2006—2007 років він подав у відставку.

## Смерть
Абдул Гані Мінхат помер 28 вересня 2012 року внаслідок ускладнень після операції коронарного шунтування в Національному інституті серця в Куала-Лумпурі. Він залишив дружину Пуан Шрі Тенгку Айшу Тенгку Ібрагім, двох синів і двох дочок.

## Титули і досягнення

### Як гравця
- Бронзовий призер Азійських ігор: 1962
- Переможець Кубка Мердека: 1958, 1959, 1960
- Володар Кубка Малайзії: 1956, 1959, 1961, 1962, 1963, 1966, 1968
- Володар Кубка Малайзії ФАМ: 1953, 1954, 1960, 1962, 1961, 1962
- Фіналіст Кубка АФК: 1967
- Чемпіон Ігор півострова Південно-Східної Азії: 1959

### Як тренера
- Переможець Кубка Мердека: 1973
- Володар Кубка Малайзії: 1971, 1972, 1984
- Володар Кубка короля: 1972
- Володар Кубка незалежності Південного В'єтнаму: 1971